# Serviço de Bote Especial

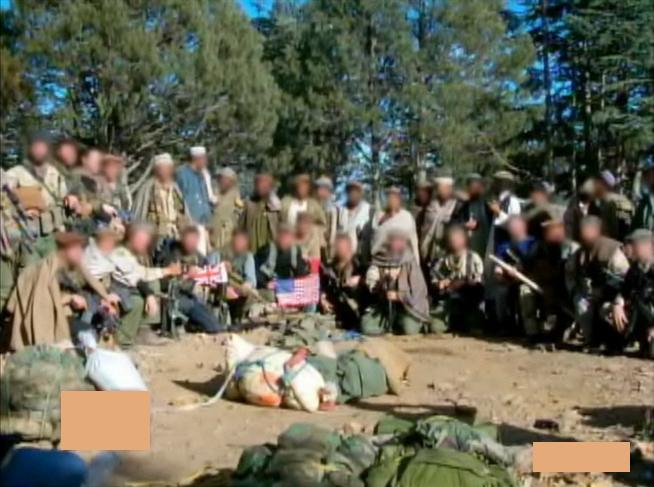
US Delta Force e a British Special Boat Service em Tora Bora.

O Special Boat Service (SBS) é uma unidade das Forças Armadas do Reino Unido, pertencente à Marinha do Reino Unido. É uma força especial britânica junto com o Serviço Aéreo Especial do exército, e o Regimento Especial de Reconhecimento e o Grupo de Suporte às Forças Especiais que pertence as três forças (Marinha, Aeronáutica e Exército). Para integrá-la, os seus integrantes são selecionados dos Royal Marines (Fuzileiros Navais Reais) e são treinados pelo 22 SAS. Têm como equivalente os US Navy Seals (EUA), Shayetet 13 (Israel) e o GRUMEC (Brasil).